# Skoky do vody

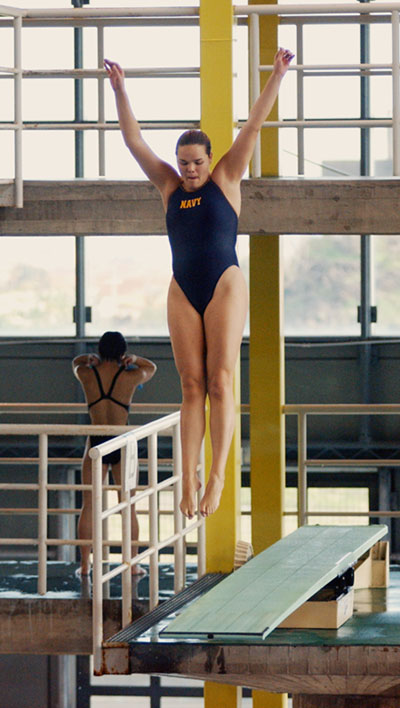
Soutěžní skákání z prkna.

Skoky do vody jsou akrobatické skoky z pružného prkna nebo z věže, které jsou zakončeny dopadem do vody. Sport zastřešuje Mezinárodní plavecká federace (FINA).

## Dělení skoků do vody
- Skoky z prkna
  - skoky napřed
  - skoky nazad
  - skoky zvratné
  - skoky zpětné
  - vruty
- Skoky z věže
  - skoky napřed
  - skoky nazad
  - skoky zvratné
  - skoky zpětné
  - vruty
  - skoky ze stoje na rukou.

## Skoky z velkých výšek
Extrémní formou skoku do vody jsou skoky z velkých výšek, pro které Mezinárodní plavecká federace (FINA) stanovila maximální hodnotu ve výšce 27 m pro muže a 20 m pro ženy.
Světový rekord v Guinnessově knize rekordů drží Brazilec Lazaro Schaller, který v roce 2015 skočil z výšky 58,8 m. Předchozím držitelem světového rekordu byl z roku 1997 Čech Rudolf Bok výkonem 58,28 m (Žďákovský most).